# Gabriel Narutowicz
Gabriel Narutowicz (Polonais: [ˈɡabrjɛl naruˈtɔvit͡ʂ]), né le 7 mars 1865 à Telšiai et mort le 16 décembre 1922 à Varsovie, est un homme d'État polonais.
Il devient le premier président de la république de Pologne le 11 décembre 1922. Cinq jours plus tard, il est assassiné par le nationaliste Eligiusz Niewiadomski.

## Biographie

### Enfance
Gabriel Narutowicz est né dans une famille de la noblesse polonaise à Telsze (ville désormais située en Lituanie et appelée Telšiai, elle faisait partie de l’Empire de Russie après la troisième partition de la république des Deux Nations). Son père, Jan Narutowicz, est un juge local du village de Brėvikiai et propriétaire terrien. Il est condamné à un an de prison pour avoir pris part à l’Insurrection de janvier (1863) contre la Russie Impériale. Gabriel n’a qu’un an lorsque son père meurt.
La mère de Gabriel, Wiktoria Szczepkowska, est la troisième femme de Jan. Après la mort de son mari, elle élève seule ses fils. Femme instruite fascinée par les Lumières, elle a une grande influence sur la formation intellectuelle de ses fils. En 1873, ils déménagent à Liepāja, en Lettonie, afin que ses fils ne soient pas contraints d’être scolarisés dans une école russe (la Russification ayant cours en Lettonie après l’Insurrection de janvier est moins marquée.)
L’identité duelle de la famille est illustrée par le frère de Gabriel, Stanisław Narutowicz, qui prend la nationalité lituanienne. Vers la fin de la Première Guerre Mondiale, Stanisław devient membre du Conseil de Lituanie, le Parlement lituanien provisoire. Il est l'un des vingt signataires de la Déclaration d'indépendance de la Lituanie.

### Présidence
Narutowicz n’a exercé ses fonctions présidentielles que cinq jours. Pendant la cérémonie de serment, le 11 décembre 1922, des membres du Parti national démocrate manifestent à Varsovie contre l’élection du président, qui, selon eux, a été élu par les bolcheviques, les Juifs et les Allemands plutôt que par les Polonais. Plus tôt dans la journée, des opposants tentent d’empêcher le président fraîchement élu d’accéder à la Diète de Pologne en bloquant les rues et en lançant de la boue sur le cortège présidentiel.
Narutowicz n’a jamais été à l’aise avec l’idée répandue selon laquelle il était un représentant de la gauche polonaise : c’est par la force des choses qu’il s’est retrouvé à se porter candidat à la présidence sous la bannière du Parti paysan polonais (« Wyzwolenie »). De plus, il ne s’attendait pas à gagner l’élection (il n’avait récolté que 62 votes au premier tour, contre 222 votes pour son adversaire Zamoyski).
Durant les premiers jours de son mandat, Narutowicz rencontre les représentants du Parti Démocrate Chrétien et le Cardinal Aleksander Kakowski. Narutowicz ayant compris qu’il lui serait impossible de former une majorité au Parlement, il tente de créer un gouvernement échappant à l’autorité du Parlement. Il tend la main à la droite en proposant le ministère des affaires étrangères à Zamoyski.

### Assassinat
Seulement cinq jours après son entrée en fonction, Gabriel Narutowicz est abattu par balle alors qu’il assiste à une exposition à la Galerie Nationale d’Art Zachęta. Le tueur, Eligiusz Niewiadomski, est condamné à mort et exécuté le 31 janvier 1923. Le président Gabriel Narutowicz est enterré dans la Cathédrale Saint-Jean de Varsovie

## Détail des mandats et fonctions
- Ministre des Travaux publics du 23 juin 1920 au 26 juin 1922
- Ministre des Affaires étrangères du 28 juin 1922 au 11 décembre 1922
- Président de la république de Pologne du 11 au 16 décembre 1922

## Hommages
- Place Gabriel Narutowicz, à Varsovie.